# Muto
Muto is een Italiaanse korte animatiefilm uit 2008 gemaakt door beeldend kunstenaar Blu met muziek van Andrea Martignoni. De film is met een creative commons-licentie op het internet gezet.

## Plot
De film is een stop-motion animatie opgebouwd uit foto's van verschillende tekeningen die op muren in Baden en Buenos Aires geschilderd waren. Dit om het idee te wekken dat de tekeningen langs de muren aan het lopen zijn. Tijdens deze wandeling verandert het personage constant van vorm. Het woord Muto betekent dan ook ik verander.